# Чон-Алайский район
Чон-Алайский район (кирг. Чоң Алай району) — район в Ошской области Кыргызстана. Районный центр — Дараут-Курган.
Площадь района составляет 4860 км2, или 16,6 % Ошской области. Общая численность населения 24,5 тыс. человек или составляет 2,0 % населения Ошской области (2007). Район делится на 3 айыльных округа: Жекенди, Чон-Алай и Кашка-Суу.
Климат резко континентальный, с холодной зимой. Количество осадков за год — 500—650 мм. Средняя температура июля +19-22 °C, декабря — −10-15C.
Основная отрасль экономики района — это овцеводство и скотоводство.

## География
Район расположен в долине горной реки Кызылсу. С юга и севера границы района проходят по Алайскому и Заалайскому хребтам. С востока район граничит с Алайским районом, с запада с Лахшским районом Таджикистана.

## История
В 1928 году был создан как Алай-Гулчинский район. В 1936 году его разделили на два района — Алайский и Чон-Алайский. В 1956 году оба района снова были объединены и названы Алайским районом, но в том же году указом от 25 июля Чон-Алайский район был восстановлен. 23 июля 1958 года Чон-Алайский район вновь был упразднён.
В 1992 году после провозглашения независимости Кыргызстана этот район вновь разделён на два района — Алайский и Чон-Алайский.

## Население
Абсолютное большинство населения района — киргизы — составляют 99,9 % от общего количества проживающих, так при переписи 2009 года из 25 039 жителей района лишь 22 человека не были этническими киргизами.

## Административное деление
Район делится на 3 аильных (сельских) округа, в которых расположены 23 села (аил):
- Жекендинский аильный округ: — Карамык (центр), Жекенди, Кара-Тейит, Шибээ, Чулук;
- Кашка-Сууский аильный округ: — Кашка-Суу (центр), Ачык-Суу, Кабык, Кара-Кабак, Бурган-Суу, Жайылма, Кичи-Жайылма;
- Чон-Алайский аильный округ: — Дараут-Курган (центр), Жар-Башы, Жаш-Тилек, Жаман-Жар, Кочкорчу, Кулчу, Кызыл-Туу, Сары-Булак, Чак, Кызыл-Эшме, Кара-Шыбак.